# Astro Prima
Astro Prima是馬來西亞Astro擁有的以马来语播出為主的马来语娱乐综合频道，该频道主要播出来的本地圈电视剧、综艺节目、美食、休闲、旅游节目以及电影等等。
它也是Astro Warna节目的主要分支，该节目将于2024年12月3日午夜12点在马来西亚正式停播，但仍通过星和视界在新加坡仅播出。

## Astro Prima HD
Astro Prima HD是Astro第七個马来语高清頻道，於2019年1月14日正式啟播。该频道於其標清频道同步播出所有節目。